# 体の拡大
抽象代数学のとくに体論において体の拡大（たいのかくだい、英: field extension）は、体の構造や性質を記述する基本的な道具立ての一つである。
体の拡大の理論において、通常は非可換な体を含む場合を扱わない（そのようなものは代数的数論に近い非可換環論あるいは多元環論の範疇に属す）。ただし、非可換体（あるいはもっと一般の環）の部分集合が、非可換体の演算をその部分集合へ制限して得られる演算により、その非可換体を上にある体として（可換な）体構造をもつとき、元の非可換体の（可換）部分体と呼び、元の非可換体を（非可換）拡大体と呼ぶことがある。
以下本項では特に断りの無い限り、体として可換体のみを扱い、単に体と呼称する。

## 定義
（可換）体の組 K, k が与えられるとき、体の拡大 K/k とは、k は K に集合として含まれ、k の体構造が K の体構造の制限として得られる構造に一致していることをいう。またこのとき、k は K の部分体（ぶぶんたい、subfield）、基礎体（きそたい）あるいは下にある体であるといい、K は k の拡大体（かくだいたい、extension field）あるいは上にある体であるという。
同じことだが、可換体 K が体 k を集合として含み、かつ k-多元環の構造をもつとき K/k を体の拡大という。後の条件のないときは拡大体といわず上体と呼ぶ流儀もある。いずれの場合も上にあるとか下にあるとかといった言い回しは用いて構わない。多元環は積を持つベクトル空間であるから、拡大 K/k において上の体 K を下の体 k 上のベクトル空間と見なすことができる。k ベクトル空間としての K の次元のことを拡大 K/k の次数（じすう、degree of field extension）といい、[K : k] などで表す。特に、体 K が有限次元 k ベクトル空間なら、拡大 K/k は有限次拡大であるといい、そうでないとき無限次元拡大という。

## 中間体
K, M, k が体で K/M および M/k がともに体の拡大であるとき K/M/k と書いて体の拡大の列と言い、M を拡大 K/k の中間体（ちゅうかんたい、intermediate field）という。
もし M, N がともに K/k の中間体なら、共通部分 M ∩ N もふたたび K/k の中間体となる。とくに、K の部分集合 E と k に対して、E と k とをともに含む最小の体が存在する。これを k に E を添加（てんか、adjunction）した体とよび k(E) のように表す。また、部分体 M に対し M = k(E) となるとき、M は E によって k 上生成された体であるといい、E を M の k 上の生成系とも呼ぶ。中間体 M, N に対して和集合 M ∪ N は必ずしも体とはならないが、M ∪ N を含む最小の体 MN := M(N) = N(M) を M と N の合成体と呼ぶ。
代数閉包の（同型を除く）一意性から、通常はある体 k の拡大を考えるときには、k の代数閉包 k を一つ固定し、k の任意の拡大は代数閉包 k に含まれる中間体であるものとして議論を進めることが多い。
k に有限集合 E = {a1, ..., an} を添加した体 k(E) は k 上有限生成あるいは k 上有限型であるといわれ、k(a1, ..., an) とも略記される。特に生成系が一元集合 E = {α} のとき、k(α) を k に α を添加して得られる単拡大あるいは単純拡大（たんじゅんかくだい、simple extension）という。一般に、有限とは限らない集合 E を添加するとき、
{\displaystyle k(E)=\varinjlim _{F}k(F)=\bigcup _{F}k(F)}
となる。ただし、F は包含関係による帰納系と見た E の有限部分集合全体を動く。
有限生成拡大体 k(a1, ..., an) は、k 上の n 個の不定元 x1, ..., xn に関する多項式を使って、
{\displaystyle k(a_{1},\ldots ,a_{n})=\left\{\left.{\frac {f(a_{1},\ldots ,a_{n})}{g(a_{1},\ldots ,a_{n})}}\ \right|f,g\in k[x_{1},\ldots ,x_{n}]\right\}}
の形に表すことができる。これは、k(a1, ..., an) が
{\displaystyle k[a_{1},\ldots ,a_{n}]:=\{f(a_{1},\ldots ,a_{n})\mid f\in k[x_{1},\ldots ,x_{n}]\}}
によって定まる k 上の環（これは k と a1, ..., an を含む最小の環で、k 上 a1, ..., an で生成される環と呼ばれる）の商体であることを意味する。

## 代数拡大・超越拡大
K/k を体の拡大とするとき、K の元 α が k 上代数的（だいすうてき、algebraic over k）であるとは、k 係数多項式 f(X) で α が f(X) の根となるようなものが存在するときにいう。k 上代数的な K の元 α を根に持つ k 係数多項式でモニックかつ次数最小のものを α の k 上の最小多項式（さいしょうたこうしき、minimal polynomial）とよび、Irr(α, k, X) のように記す。拡大 K/k で K の各元がすべてk 上代数的であるとき、拡大 K/k は代数的であるといい、K を k の代数拡大体という。拡大 T/k がk 上代数的でないとき、拡大 T/k は超越的（ちょうえつてき、transcendencial）であるという。T の元 t はk 上代数的でないとき k 上の超越元という。t がk 上超越的であることは、「k 上の多項式 f(X) が f(t) = 0 となるならば f = 0 である」ことと同値であり「k に t を添加した体 k(t) は一変数代数関数体 k(X) に同型である」こととも同値である。拡大 T/k が超越的であることは、k 上超越的な T の元 t が少なくともひとつ存在する事と同値である。
拡大 K/k が与えられたとき、K の元 α1, α2, ..., αn に対して、恒等的に 0 でない n 変数の k 係数多項式 F(X1, X2, ..., Xn) で F(α1, α2, ..., αn) = 0 を満たすものが存在するとき、α1, α2, ..., αn は代数的従属 (algebraically dependent) であるといい、そうでないとき代数的独立 (algebraically independent) であるという。
超越拡大 T/k に対し、T の k 上代数的独立な元からなる部分集合 B で拡大 T/k(B) が代数的となるとき、B は T / k のあるいは T の k 上の超越基または超越基底（ちょうえつきてい、transcendencial basis）という。ツォルンの補題（T が k 上有限生成の場合は帰納法）により、超越基底は常に存在する。とくに、超越拡大 T/k がその超越基底 B によって T = k(B) と表されるならば、拡大は純超越的であるという。また、超越基底 B の濃度はその取り方によらず一定であることが証明できるので、これを T の k 上の超越次数（ちょうえつじすう、transcendencial degree）あるいは次元（じげん、dimension）といい、degkT あるいは trans.degkT などと表す。例えば、代数函数体 k(x1, ..., xn) は k 上 n-次元の純超越拡大体である。
有限次拡大はすべて代数拡大であり、また超越拡大はかならず無限次元拡大である。しかしそれぞれ逆はいえない、つまり無限次元の代数拡大が存在する。

## 正規拡大・分離拡大・ガロア拡大
代数拡大 K/k が正規拡大 (normal extension) であるとは、多項式環 k[X] において K に根をもつすべての既約多項式が一次式の積に分解されることをいう。すべての代数拡大 K/k は正規閉包 L―つまり拡大 L/K のうち L/K が正規となる最小の拡大体―をもつ。
代数拡大 K/k が分離拡大 (separable extension) であるとは、体 K のすべての元の最小多項式が分離的である―つまり k の代数的閉包において重根をもたない―ことをいう。原始元定理からわかることとして、すべての有限次分離拡大は単純拡大であることがある。

ガロア対応の例

ガロア拡大 (Galois extension) とは正規かつ分離的な拡大体のことである。体の拡大 K/k が与えられたとき、自己同型群 Aut(K/k) を考えることができる；これは k の各元を固定するすべての体の準同型からなる。ガロア拡大に対してはこの自己同型群は拡大のガロア群と呼ばれる。またガロア群がアーベル群となるような拡大はアーベル拡大と呼ばれる。体の拡大が与えられたとき、その中間体にしばしば興味がある。ガロア拡大とガロア群の著しい特徴は中間体の記述が完全にできることである：ガロア理論の基本定理で述べられているように中間体とガロア群の部分群の間には全単射が存在する。

## 拡大の準同型
体の準同型というのは、体を単位的環とみなしたときの単位的環の準同型で、体の単純性から単射となるため通常は中への同型と呼ばれる。一方、拡大 K/k が与えられたとき、上の体 K に下の体 k が特別な構造として備わっていると考えて、K の自己準同型の中でも k に自明に作用するものが特別に扱われる（これは K を k 上の多元環とみたときの k-多元環の自己準同型である）。
K の自己準同型 f によって k の元が動かされないということは、k の零でない元が f で零に写されることが無いので、そのような f は零準同型にならず、さらに拡大 K/k が有限次拡大ならば、f は上への同型になる。k の元を動かさない K の自己同型を、K における k 上の同型あるいは k-同型という。また、拡大 K/k 上の自己同型ということもある。K の k 同型全体を Aut(K/k) または Autk(K) などで表す。Aut(K/k) は写像の合成を積として群をなし、K の k-自己同型群と呼ばれる。また、拡大 N/k が正規ならば k-自己同型群 Aut(N/k) を特に拡大 N/k のガロア群と呼んで、Gal(N/k) や G(N/k) と記す。
なお一般に二つの拡大 K/k と L/l があって、上の体の中への同型 f: K → L と下の体の中への同型 g: k → l が与えられるとき、
{\displaystyle {\begin{matrix}\qquad f\colon &K&\to &L\\&|&&|\\g=f|_{k}\colon &k&\to &l\end{matrix}}}
f の k への制限 f|k がちょうど g となるなら f を g の上にある K 上の（L の中への）同型あるいは拡大 K/k から L/l への準同型という。

## 注